# Каргино (Пермский край)
Каргино — село в Ильинском городском округе Пермского края России.

## История
Известно с 1652 года. До марта 2019 года входило в состав ныне упразднённого Ивановское сельского поселения Ильинского района.

## География
Село находится в центральной части края, в пределах северо-восточной части Русской равнины, на берегах реки Чёрмоз, на расстоянии приблизительно 27 километров (по прямой) к северо-западу от посёлка Ильинского, административного центра округа. Абсолютная высота — 139 метров над уровнем моря.
Климат
Климат характеризуется как умеренно континентальный, с морозной продолжительной зимой и коротким тёплым летом. Средняя многолетняя температура самого холодного месяца (января) составляет −15,3 — −14,7 °С, температура самого тёплого (июля) — 17,4 — 18,2 °С. Среднегодовое количество осадков — 553 мм. Снежный покров держится в течение 170—190 дней.

## Население
| 2010 |
| ---- |
| 220  |

Половой состав
По данным Всероссийской переписи населения 2010 года в половой структуре населения мужчины составляли 51,4 %, женщины — соответственно 48,6 %.
Национальный состав
Согласно результатам переписи 2002 года, в национальной структуре населения русские составляли 96 % из 229 чел.